# Fernando (film)
Fernando (ang. Ferdinand) – amerykański film animowany z 2017 roku w reżyserii Carlosa Saldanha, powstały na podstawie książki dla dzieci Byczek Fernando z 1936 roku autorstwa Munro Leafa. Wyprodukowany przez wytwórnię 20th Century Fox. Film wykonany w technice trójwymiarowej.
Premiera filmu odbyła się 10 grudnia 2017 w Los Angeles. Pięć dni później, 15 grudnia, obraz trafił do kin na terenie Stanów Zjednoczonych. W Polsce premiera filmu odbyła się 5 stycznia 2018.

## Fabuła
Fernando to potężny młody byczek o wyjątkowo łagodnym usposobieniu i wielkim sercu, który pewnego dnia omyłkowo zostaje wzięty za groźną bestię oraz schwytany i uprowadzony z rodzinnego domu w hiszpańskim miasteczku. Ludzie uważają, że będzie gwiazdą krwawej corridy. Aby powrócić na łono rodziny, główny bohater staje na czele grupy sojuszników i wyrusza na wielką wyprawę, podczas której przeżyje przygodę swego życia i pokona torreadora bez użycia przemocy.

## Obsada
| Rola | Aktor            | Polski dubbing       |
| --- | ---------------- | -------------------- |
| Fernando | John Cena        | Marcin Dorociński    |
| Lupe | Kate McKinnon    | Monika Pikuła        |
| Vallente | Bobby Cannavale  | Wojciech Żołądkowicz |
| Angus | David Tennant    | Wojciech Paszkowski  |
| Kostek | Anthony Anderson | Waldemar Barwiński   |
| Una | Gina Rodriguez   | Joanna Pach          |
| Dos | Daveed Diggs     | Paweł Ciołkosz       |
| Cuatro | Gabriel Iglesias | Sebastian Perdek     |
| Nina | Lily Day         | Wiktoria Guzek       |
| Guapo | Peyton Manning   | Kamil Pruban         |
| Juan | Juanes           | Maciej Kosmala       |
| Hans | Flula Borg       | Przemysław Wyszyński |
| W pozostałych rolach: Antoni Scardina (Młody Fernando), Jan Barwiński (Młody Valiente), Jarosław Boberek (El Primero), Leszek Zduń (Moreno), Katarzyna Owczarz (Greta), Jan Aleksandrowicz-Krasko (Klaus), Agnieszka Kudelska, Zuzanna Pawlak, Bartosz Wesołowski, Miłosz Konieczny, Konstanty Barwiński Opracowanie wersji polskiej: Studio Sonica Reżyseria: Leszek Zduń Dialogi polskie: Joanna Kuryłko Dźwięk: Daniel Gabor Montaż: Agnieszka Stankowska |                  |                      |

## Odbiór

### Box office
Z dniem 11 stycznia 2018 roku film Fernando zarobił łącznie $72 miliony dolarów w Stanach Zjednoczonych i Kanadzie, a $115.6 milionów w pozostałych państwach; łącznie $187.6 milionów, w stosunku do budżetu produkcyjnego $111 milionów.

### Krytyka w mediach
Film Fernando spotkał się z pozytywną reakcją krytyków. W serwisie Rotten Tomatoes, 70% z dziewięćdziesięciu siedmiu recenzji filmu jest pozytywne (średnia ocen wyniosła 6,2 na 10). Na portalu Metacritic średnia ocen z 20 recenzji wyniosła 58 punktów na 100.

### Nagrody i nominacje
| Rok  | Miejsce                                | Nagroda    | Kategoria                                       | Odbiorcy i nominowani                                            | Wynik     |
| ---- | -------------------------------------- | ---------- | ----------------------------------------------- | ---------------------------------------------------------------- | --------- |
| 2018 | 75. ceremonia wręczenia Złotych Globów | Złoty Glob | Najlepszy film animowany                        | Fernando                                                         | nominacja |
| 2018 | 75. ceremonia wręczenia Złotych Globów | Złoty Glob | Najlepsza piosenka                              | Nick Jonas – „Home”                                              | nominacja |
| 2018 | Nagrody Annie 2018                     | Annie      | Najlepsze indywidualne osiągnięcie: montaż      | Harry Hitner i Tim Nordquist                                     | nominacja |
| 2018 | Nagrody Annie 2018                     | Annie      | Najlepsze indywidualne osiągnięcie: scenografia | Tom Cardone, Arden Chan, Andrew Hickson, Mike Lee i Jason Sadler | nominacja |